# Supercoupe de Mauritanie de football
La Supercoupe de Mauritanie de football est une compétition de football opposant le champion de Mauritanie au vainqueur de la coupe de Mauritanie.

## Palmarès
| Année                           | Vainqueur            | Résultat      | Finaliste        |
| ------------------------------- | -------------------- | ------------- | ---------------- |
| 2003                            | ASC Nasr de Sebkha   | 2-1           | ASC Entente FC   |
| Non disputée entre 2004 et 2009 |                      |               |                  |
| 2010                            | FC Tevragh Zeïna     | 3-1           | CF Cansado       |
| 2011                            | FC Nouadhibou        | 2-0           | FC Tevragh Zeïna |
| 2012                            | ASAC Concorde        | 2-1           | FC Tevragh Zeïna |
| 2013                            | FC Nouadhibou (2)    | 2-0           | ASC Nasr Zem Zem |
| 2014                            | ACS Ksar             | 1-0           | FC Nouadhibou    |
| 2015                            | FC Tevragh Zeïna (2) | 1-1 (5-4 tab) | ACS Ksar         |
| 2016                            | FC Tevragh Zeïna (3) | 6-0           | ASAC Concorde    |
| 2017                            | ASAC Concorde (2)    | 2-2 (4-3 tab) | FC Nouadhibou    |
| 2018                            | FC Nouadhibou (3)    | 4-2           | ASAC Concorde    |